# Marie Elisette Rahelivololona
Marie Elisette Rahelivololona (1957 ) es una taxónoma vegetal de nacionalidad alemana. Ha realizado extensas expediciones botánicas por Francia, Suiza, Japón, Madagascar.
Los grupos de plantas en los que ha centrado su interés son Bryophyta, Spermatophyta, las Monocotiledóneas, Amaryllidaceae, Colchicaceae, Hyacinthaceae.

## Algunas publicaciones
- e. Fischer, m.e. Rahelivololona. 2007. New taxa of Impatiens (Balsaminaceae) from Madagascar. IV. Adansonia 29: 269-315

- --------------, ----------------------------. 2002. New taxa of Impatiens (Balsaminaceae) from Madagascar I. Adansonia 3, 24: 271-294

- La abreviatura «Raheliv.» se emplea para indicar a Marie Elisette Rahelivololona como autoridad en la descripción y clasificación científica de los vegetales.[3]